# Anomalon picticorne
Anomalon picticorne är en stekelart som först beskrevs av Henry Lorenz Viereck 1912.  Anomalon picticorne ingår i släktet Anomalon och familjen brokparasitsteklar. Inga underarter finns listade i Catalogue of Life.